# Märta Johansson (friidrottare)
Märta Johansson var en svensk friidrottare med löpgrenar som huvudgren. Johansson var svensk mästare i friidrott och blev medaljör vid den andra Damolympiaden 1926 och var en pionjär inom damidrott.

## Biografi
I ungdomstiden blev hon intresserad av friidrott och gick med i idrottsföreningen Lidköpings Idrottssällskap (LiS). hon tävlade i kortdistanslöpning och längdhopp.
1926 deltog Johansson vid de andra Kvinnliga Internationella Idrottsspelen 27–29 augusti i Göteborg. Under tävlingarna slutade hon på en fjärde plats i stafettlöpning 4 x 110 yards (med Sylvia Stave, Vera Jacobsson, Märta Johansson som tredje löpare och Asta Plathino). Hon tävlade även i löpning 100 meter där hon slutade på en 7.e plats samt i längdhopp utan ansats med en 5.e plats och längdhopp med en 8.e plats.
1927 deltog Haglund vid det första SM i friidrott för damer i Lidköping. Vid mästerskapen tog hon guldmedalj både i häcklöpning 80 meter och längdhopp. Segertiden i häcklöpning var också nytt svenskt nationsrekord.